# 실종아동전문기관
실종아동전문기관은 실종아동 등의 보호 및 지원에 관한 법률을 근거로, 보건복지부에서 위탁한 유관 기관이다. 보건복지부의 위탁을 받아, 2017년까지 어린이재단에서 운영하였으나, 서울특별시 종로구 삼봉로 71, 6층에 위치하여, 현재 아동권리보장원에서 운영하며 실종아동전문센터로 명칭 변경하였다.

## 사업 목적
- 실종 아동 등의 가족 지원 사업
  - 가족 지지 및 가족 상담
  - 복귀 가족간의 사후 적응 상담
  - 전문 상담 기관과의 협력 체계 구축
  - 전단지 제작, 상담 및 의료비, 가족 활동비 등 지원
  - 만남과 희망 가족 프로그램 및 실종 아동 부모 간담회 진행

- 시설 보호 아동 등의 신상 카드 접수 및 열람 제도
  - 입소 경위, 발생 사유, 신체 특성, 장애 여부, 인상 착의 등을 기록한 신상 카드(사진 부착) 접수
  - 나이별, 연도별, 시설별로 분류하여 검색 가능한 데이터베이스 구축